# Limenitis drusilla
Limenitis drusilla är en fjärilsart som beskrevs av Johann Andreas Benignus Bergsträsser 1779. Limenitis drusilla ingår i släktet Limenitis och familjen praktfjärilar. Inga underarter finns listade i Catalogue of Life.